# Afrojapyx
Afrojapyx es un género de Diplura en la familia Japygidae.

## Especies
- Afrojapyx africanus (Karsch, 1893)
- Afrojapyx congoanus Silvestri, 1948
- Afrojapyx mixtus Pagés, 1957
- Afrojapyx stricklandi Silvestri, 1948